# 磁性底座

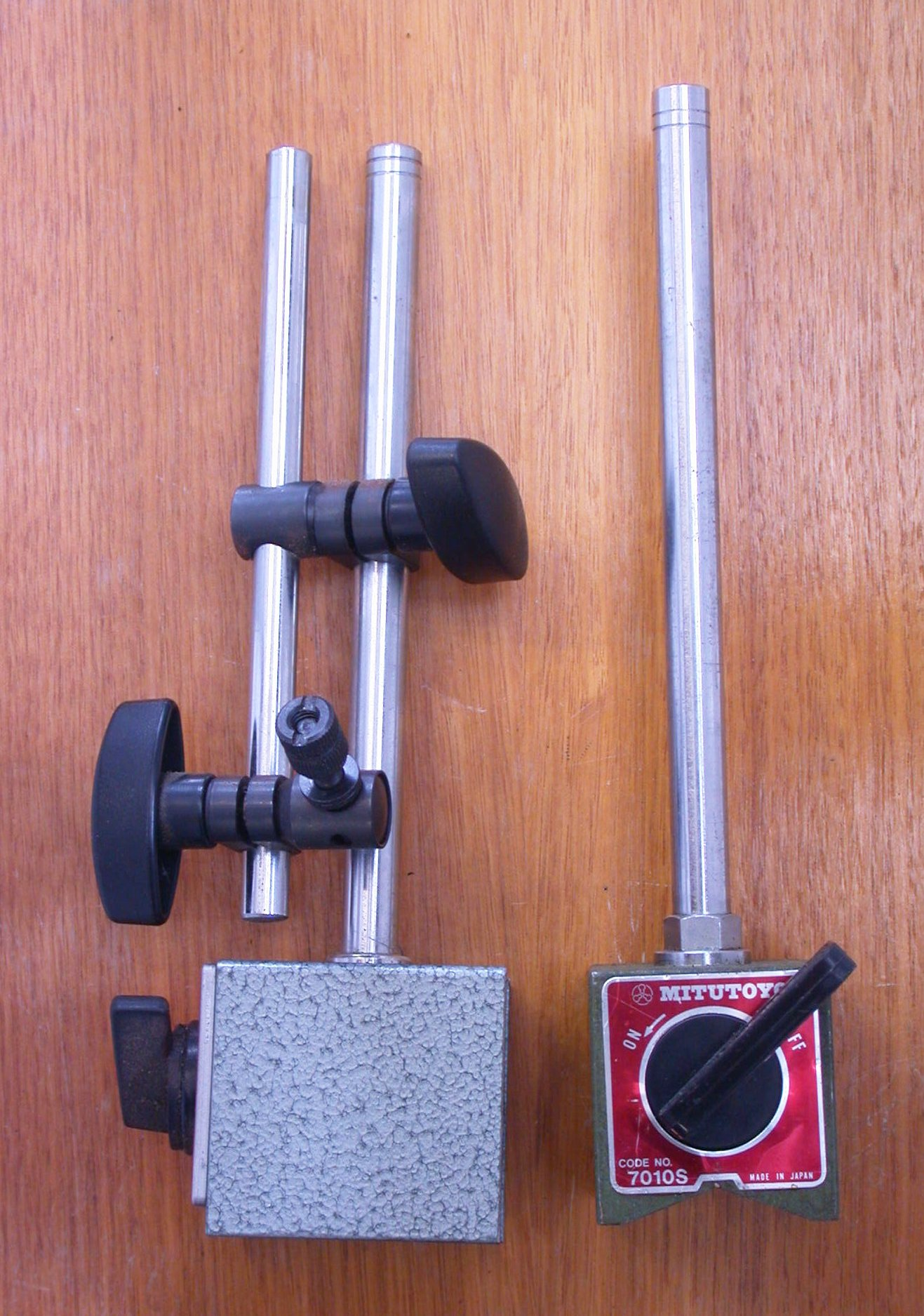
Magnetic base as used in the engineering metaltrades.

磁鐵在 off 的位置。處於放的狀態

磁鐵在 on 的位置。處於吸的狀態

磁性底座，一般用於量測儀器的固定，一般性量測儀器如千分表、角度規、震動計等，多半使用磁性座固定量具。
磁性底座外殼是兩塊鐵，中間圓形永久磁鐵，可方便地旋轉的磁鐵。可吸附在導磁性佳的鐵材上面。